# Damjan Đoković
Damjan Đoković (* 18. April 1990 in Zagreb, SFR Jugoslawien) ist ein kroatischer Fußballspieler.

## Karriere
Đoković begann mit dem Fußballspielen im Alter von acht Jahren bei ADO Den Haag. Mit 16 Jahren wechselte er zu Excelsior Rotterdam, ein Jahr später in die Jugend von Sparta Rotterdam. Im Jahr 2009 verpflichtete ihn der slowakische Erstligist Spartak Trnava. Dort kam er lediglich auf einen Einsatz und verließ den Klub im Sommer 2010 zum slowenischen Klub HNK Gorica, wo er nicht zum Zuge kam. Anfang 2011 wechselte er zu AC Monza Brianza in die italienische Lega Pro. Im Sommer 2011 nahm ihn Erstligist AC Cesena unter Vertrag. In der Saison 2011/12 kam er bei 15 Einsätzen meist als Einwechselspieler in die Partien. Nach dem Abstieg blieb er dem Klub erhalten. Nach einer Spielzeit in der Serie B wechselte er im Sommer 2013 zum FC Bologna, wurde aber umgehend für eine Saison an CFR Cluj in die rumänische Liga 1 ausgeliehen.
Nach seiner Zeit beim korsischen Verein Gazélec FC Ajaccio wurde er am 15. Oktober 2016 nach kurzer Unterbrechung vom Zweitligisten Greuther Fürth bis zum Saisonende verpflichtet.
Ende Januar 2017 wurde bekannt, dass Đoković zum italienischen Verein Spezia Calcio wechselt. In La Spezia spielte er mit seiner Mannschaft in der Serie B um den Aufstieg, schied in den Play-off-Spielen aber gegen den späteren Aufsteiger Benevento Calcio aus. Im Sommer 2017 verließ er den Klub wieder und schloss sich dem amtierenden kroatischen Meister HNK Rijeka an. Dort konnte er sich nicht durchsetzen und kam nur zu zwei Einsätzen in der Liga und einem Einsatz in der Champions-League-Qualifikation. Anfang September 2017 verpflichtete ihn sein früherer Klub CFR Cluj. Dort konnte er am Ende der Saison 2017/18 die rumänische Meisterschaft gewinnen. Ihm gelang in den folgenden Saisons die Titelverteidigung der rumänischen Meisterschaft mit CFR Cluj.
Nach Stationen in der Slowakei, Italien, Rumänien, Frankreich, Deutschland und Kroatien war die Türkei seit dem 25. Januar 2021 für Djokovic bereits das siebte Land seiner Profi-Karriere. Dort unterschrieb er beim Erstligisten Caykur Rizespor einen Zweijahresvertrag. Nach einer halbjährigen Leihe zu Adana Demirspor wechselte er im Juli 2022 nach Saudi-Arabien zu al-Raed.
Im Sommer 2023 kehrte er nach Rumänien zurück und schloss sich FCSB Bukarest an. Im Januar 2024 wechselte er zum Stadtrivalen Rapid Bukarest. Im August 2024 kehrte er zu seinem ehemaligen Verein CFR Cluj zurück.

## Erfolge
- Rumänischer Meister: 2018, 2019, 2020, 2021, 2024